# Наперські
Напе́рські (пол. Napierski; нім. Napiersky, рос. Напьерские) 

Герб Діброва.

1. польський шляхетський рід гербу Діброва. Походив із Мазовецького воєводства.
2. російський дворянський рід. Походить від історика Карла-Едуарда Наперського, нобілітованого 1859 року.

## Наперські гербу Діброва
Польський шляхетський рід гербу Діброва. Походив із Мазовецького воєводства.
Один із найвідоміших представників — Олександр Костка-Наперський (1617—1651), провідник повстання Костки-Наперського.

## Дворяни Наперські

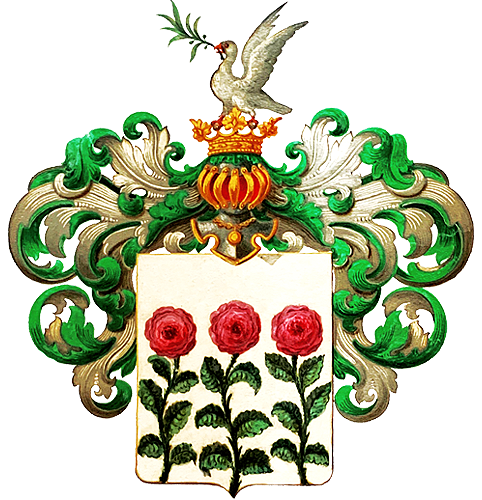
Герб дворян Наперських.

Дворянський рід Наперських походить від історика Карла-Едуарда Наперського, уродженця Риги, нобілітованого 1859 року наказом російського царя Олександра II. Після нобілітації Наперський підписувався німецькою фон Наперський (нім. von Napiersky). 
Батьком Карла-Едуарда був онімечений поляк Яків Наперський. Він займався обробкою деревини в Ліфляндії, й був одружений із німекенею Йоганною-Геленою Ельфельд. 
Карл-Едуард мав двох визначних синів — історика Якоба-Готтліба-Леонгарда Наперського й метеоролога Августа-Вільгельма Наперського.

### Генеалогічне дерево
- Яків (?—?), дуболом ∞ Йоганна-Гелена Ельфельд.
  -  Карл-Едуард (1793—1864), історик ∞ Луїза Гіргензон.
    - Якоб-Готтліб-Леонгард (1819—1890), історик права ∞ Генрієтта фон Гольст[3].
    -  Август-Вільгельм (1823—1885), метеоролог ∞ Августа-Амалія Кан[4].

### Монографії
- Kostka, J. Kostkowie herbu Dąbrowa. Koszalin, 2010.
- Mϋller, M. Beitrag zur Baltischen Wappenkunde: in 2 Bd. Riga, 1931—1934.

### Довідники
- Napierski herbu Dąbrowa // Niesiecki, K. Herbarz Polski. Lipsk: J.N. Bobrowicz, 1839—1845. T. 6, S. 516.
- Герб Напьерских // Сборник дипломных гербов Российского Дворянства, невнесенных в Общий Гербовник, № 5. Часть 10  [Архівовано 25 січня 2021 у Wayback Machine.]
- Napiersky, Carl Eduard (v.) // Deutschbaltisches biographisches Lexikon 1710–1960. Köln-Wien, 1970, S. 540—541.
- Napiersky, Jakob Gottlieb Leonhard v. // Deutschbaltisches biographisches Lexikon 1710–1960. Köln-Wien, 1970, S. 541.
- Napiersky, August Wilhelm (v.) // Deutschbaltisches biographisches Lexikon 1710–1960. Köln-Wien, 1970, S. 540.